# Campbelltown Stadium
Campbelltown Stadium (pełna nazwa Campbelltown Sports Stadium) – wielofunkcyjny stadion sportowy, położony w dzielnicy Leumeah (City of Campbelltown) w Sydney (Nowa Południowa Walia), przy ulicy Pembroke Road.

## Historia
Campbelltown Stadium został wybudowany na gruntach rolnych i oddany do użytku w 1970 roku. Początkowo obiekt nazywał się Orana Park, co w języku aborygeńskim oznacza Witam. Pierwszym najemcą stadionu była drużyna rugby league – Campbelltown City Kangaroos. W latach 1998–2002 została przeprowadzona modernizacja stadionu, w trakcie której wybudowano wschodnią trybunę stadionu, przekształcono owalne boisko w prostokątne oraz dodatkowo na przylegającym terenie zostało wybudowane międzynarodowe centrum lekkiej atletyki, które wchodzi w skład całego kompleksu sportowego. Cała modernizacja stadionu kosztowała 22 mln AUD. Prace zostały sfinansowane przez Rząd Nowej Południowej Walii oraz Radę City of Campbelltown. Od 2000 roku w roli gospodarza na stadionie występuje drużyna rugby league, Wests Tigers. W 2007 roku Rząd Federalny przekazał 8 mln AUD na kolejną modernizację obiektu, która została przeprowadzona w latach 2009–2010. W trakcie modernizacji odnowiono szatnie dla zawodników, zainstalowano dodatkowe siedziska, udoskonalono urządzenia multimedialne oraz zmodernizowano kasy stadionowe oraz  zainstalowano bramki obrotowe na wejściach. Od sezonu 2020/2021 na obiekcie w roli gospodarze będzie występowała drużyna piłkarska Macarthur FC.  

## Pojemność i wyposażenie
Pojemność stadionu wynosi 20 000 miejsc, z czego 13 028 to miejsca siedzące. Stadion wyposażony jest w osiem jupiterów o mocy od 500 do 1750 lx. Boisko na obiekcie Campbelltown Stadium nadaje się do rozgrywania spotkań rugby league, rugby union i piłkarskich.